# Oscarinus brimleyi
Oscarinus brimleyi är en skalbaggsart som beskrevs av Cartwright 1939. Oscarinus brimleyi ingår i släktet Oscarinus och familjen Aphodiidae. Inga underarter finns listade i Catalogue of Life.